# Francesco Guccini
Francesco Guccini (Modena, 14 giugno 1940) è un cantautore, scrittore, attore e docente italiano.
Fra i più rappresentativi e popolari cantautori italiani, il suo debutto ufficiale risale al 1967 con l'LP Folk beat n. 1 (sebbene avesse scritto le prime canzoni rock 'n' roll già nel 1959); durante la sua lunga carriera ha pubblicato oltre venti album di canzoni. È anche scrittore e occasionalmente attore, autore di colonne sonore e di fumetti; si occupa inoltre di lessicologia, lessicografia, glottologia, etimologia, dialettologia, traduzione, teatro ed è autore di canzoni per altri interpreti.
Molto impegnato sul piano politico e sociale, i testi dei suoi brani vengono spesso assimilati a componimenti poetici, denotando una familiarità con l'uso del verso tale da essere citato, in una traccia d'esame, come esempio di poeta contemporaneo.
Fino alla metà degli anni ottanta ha insegnato lingua italiana alla scuola off-campus bolognese del Dickinson College, un liberal arts college con sede centrale a Carlisle, Pennsylvania. Guccini suona la chitarra folk, e la maggior parte delle musiche da lui composte ha come base questo strumento. È uno tra gli artisti con il maggior numero di riconoscimenti da parte del Club Tenco, con quattro Targhe, due Premi e un Premio Le parole della musica, cui si aggiungono vari altri premi e riconoscimenti.

## Biografia

### L'infanzia (1940–1950)
(da Addio, Stagioni, 2000)
Francesco Guccini nacque a Modena il 14 giugno 1940, dunque quattro giorni dopo l'entrata dell'Italia nella seconda guerra mondiale. Di lì a poco, suo padre Ferruccio fu chiamato alle armi (periodo durante il quale passò, all'insaputa del figlio, anche due anni in un campo di concentramento tedesco vicino ad Amburgo); questo evento costrinse il piccolo Francesco ad andare a vivere con la madre presso i nonni paterni a Pàvana. Il padre, infatti, aveva rifiutato di giurare fedeltà alla RSI e ai nazisti dopo l'8 settembre e pertanto divenne prigioniero come internato militare italiano.
Guccini ricorderà più volte nelle proprie opere gli anni dell'infanzia trascorsi sulle montagne dell'Appennino tosco-emiliano: proprio a Pàvana dedicherà inoltre il primo romanzo Cròniche epafàniche; molte delle sue canzoni attingeranno da questa ambientazione montanara, della quale ha più volte dichiarato di andare molto fiero. Un forte senso di appartenenza ai luoghi di origine della sua famiglia, che descriverà nel brano Radici, avrebbe segnato quindi la sua poetica, divenendo un tema ricorrente dei suoi scritti e dei suoi brani, come ad esempio in Amerigo, che narra la storia di povertà ed emarginazione di un prozio emigrante. La fine della guerra riportò Guccini nei luoghi lasciati pochi mesi dopo la nascita; nel 1945 tornò dunque a vivere con la madre a Modena, dove l'anno successivo il padre, ritornato dalla prigionia, riprese il suo impiego alle Poste.

### L'adolescenza (1950–1958)
(da Piccola città, Radici, 1972)

Guccini (a destra) e l'amico Cencio, protagonista dell'omonima canzone

A Modena, descritta con una certa amarezza nella canzone Piccola città, Guccini trascorse la sua adolescenza che avrebbe poi raccontato in Vacca d'un cane, suo secondo romanzo. Intorno allo stesso periodo, iniziò anche a suonare la chitarra. Dopo la scuola dell'obbligo, frequentò l'istituto magistrale Carlo Sigonio (scuola che curiosamente era stata frequentata anche da un altro grande personaggio modenese del mondo della musica, il tenore Luciano Pavarotti), diplomandosi nel 1958. Questo periodo non viene ricordato con felicità: la "fuga" da Pàvana lo mise di fronte alla realtà modenese contro la quale si mosse anche nei suoi testi. Furono questi anni intensi per la sua formazione culturale e musicale: nacquero in questo contesto le storie delle sue canzoni che guardano alla società e al quotidiano, i racconti e i dubbi per i quali si definì in un verso di Samantha un «burattinaio di parole». Altri riferimenti a Modena si possono trovare in Cencio (Quello che non, 1990), ove Guccini ricorda con toni nostalgici un amico affetto da nanismo. In quegli anni nacque il fratello Pietro (1954 - 23 aprile 2011), che collaborò con Claudio Lolli e con lo stesso Francesco, per esempio scrivendo Mondo Nuovo, inserita nell’album Amerigo..

### Il periodo giovanile e gli inizi nel mondo musicale (1959–1966)
La sua prima esperienza lavorativa di istitutore in un collegio a Pesaro terminò con esito fallimentare, poiché fu licenziato dopo breve tempo. Di ben altro spessore fu invece la sua esperienza alla Gazzetta di Modena: per due anni ricoprì il ruolo di cronista, un'occupazione a sua detta «massacrante, dodici ore di lavoro al giorno per ventimila lire al mese». In redazione ebbe diverse mansioni, prestando attenzione soprattutto alla cronaca giudiziaria; tra i suoi articoli è particolarmente rilevante un'intervista realizzata a Domenico Modugno (reduce da due vittorie consecutive al Festival di Sanremo), nell'aprile del 1960, e proprio l'incontro con il cantautore pugliese spingerà Guccini (già musicista e autore di brani rock'n'roll) a scrivere la sua prima canzone da cantautore, L'antisociale. Nel frattempo frequenta la facoltà di Magistero senza laurearsi.
Guccini mosse i primi passi nel mondo della musica come cantante e chitarrista in un'orchestra da balera, di cui facevano parte Pier Farri (che divenne in seguito suo produttore) alla batteria e Victor Sogliani (futuro componente dell'Équipe 84) al sassofono, più un altro chitarrista, Franco Fini Storchi. Il complesso, nato nel 1958, si chiamò dapprima Hurricanes, poi Snakers e infine Gatti, dopo l'unione con i Marino's di Alfio Cantarella: con gli Snakers Guccini scrisse le prime canzoni, Bimba guarda come (il ciel sa di pianto), Roy Teddy Boy, Ancora, Viola come gli occhi di Angelica, rock'n'roll sul modello dei brani di Peppino di Capri e degli Everly Brothers, che, uniti ad alcune reinterpretazioni del periodo, costituirono il repertorio dell'orchestra. Per due anni il gruppo ottenne molti ingaggi, facendo la stagione sulla riviera romagnola e suonando in tutto il nord Italia e anche all'estero: proprio durante alcuni spettacoli in Svizzera Guccini si trovò ad accompagnare come chitarrista Nunzio Gallo, vincitore del Festival di Sanremo 1957 con Corde delle mia chitarra (in coppia con Claudio Villa).
Alla fine del 1961 la famiglia Guccini si trasferì a Bologna in via Massarenti, e Francesco (iscrittosi all'Università di Bologna nella facoltà di Lingue) per qualche tempo visse insieme ad Alfio Cantarella. Nel luglio 1962 Guccini partì per il servizio militare, che prestò a Lecce, alla Scuola di Fanteria di Cesano di Roma e a Trieste. Come ricorda egli stesso, si trattò di un'esperienza sostanzialmente positiva. Assolse gli obblighi di leva come ufficiale di complemento.
Poco prima della partenza scrisse alcune canzoni, molte delle quali poi cestinò «un po' per pudore un po' per vergogna», ritenendole null'altro che tentativi. Fra queste vi erano La ballata degli annegati e Venerdì santo. Nel frattempo, durante l'assenza di Guccini, I Gatti si erano uniti a un'altra formazione, i Giovani Leoni di Maurizio Vandelli, che nel 1964 diede vita alla ben più nota Equipe 84; terminato il servizio militare, Guccini rifiutò di entrarvi per continuare gli studi, che in seguito abbandonò a un passo dalla laurea (nel 2002 gliene fu conferita una honoris causa in Scienze della formazione). Per la sua maturazione musicale e artistica risultarono decisivi gli ascolti (le «diete musicali», come le definì) del gruppo torinese dei Cantacronache di Fausto Amodei, Sergio Liberovici e Michele Straniero; la sua evoluzione artistica lo portò poi a interessarsi al beat (in quel periodo scoprì Bob Dylan) e compose canzoni come Auschwitz, incisa con il titolo La canzone del bambino nel vento (Auschwitz), È dall'amore che nasce l'uomo, portate al successo dall'Équipe 84, che aveva già inciso L'antisociale a gennaio del 1966, e Noi non ci saremo, registrata invece dai Nomadi. Fecero infatti l'ingresso nella musica leggera in quegli anni anche Dodo Veroli insieme ad altri due ragazzi di Modena che da lì a poco diedero vita ai Nomadi.
Guccini suonava dunque con i Nomadi da una parte e l'Équipe 84 dall'altra.

### Il debutto (1967–1971)

Francesco Guccini negli anni 70

Francesco Guccini durante un concerto degli anni settanta, assieme a Deborah Kooperman

Nel 1967 la casa discografica CGD gli propose di partecipare al Festival di Sanremo come autore della parte musicale del brano Una storia d'amore. Per interpretarlo furono scelte due cantanti di questa casa discografica, Caterina Caselli e Gigliola Cinquetti, ma la canzone non superò le selezioni. Come dichiarò Roberto Vecchioni (che, in quel periodo, era uno degli autori della CGD), la casa discografica gli impose due parolieri professionisti, Daniele Pace e Mario Panzeri, per provare a modificare il testo della canzone, un'ingerenza che Guccini tollerò malvolentieri e che lo indusse a rinunciare a ulteriori collaborazioni.
Il brano fu comunque inciso dalle due cantanti: da Gigliola Cinquetti nell'album La rosa nera e da Caterina Caselli in Diamoci del tu. Il primo lavoro della sua carriera di cantautore – Folk beat n. 1 – arrivò qualche mese dopo, nel marzo del 1967. Nel disco, che ebbe un riscontro commerciale molto scarso ("praticamente nullo", affermò Guccini), si intravedono già dei tratti caratteristici del suo stile artistico, con canzoni dagli arrangiamenti scarni e dai temi dolorosi come morte, suicidio, infimità sociale, l'Olocausto e guerra (appare anche un originale esperimento di talking blues "all'italiana", stile che avrebbe poi ripreso in un successivo brano inserito in Opera buffa). Tra le canzoni incise ci furono anche tre di quelle già portate al successo dai Nomadi e dall'Équipe 84: Noi non ci saremo, L'antisociale e Auschwitz; quest'ultima verrà poi tradotta in inglese e riproposta con scarsissimo successo nel 1967 dall'Équipe 84 come lato B del 45 giri con 29th September, pubblicato solo in Gran Bretagna e, molti anni dopo, dal cantautore statunitense Rod MacDonald, nell'album "Man on the Ledge" del 1994.
In quello stesso anno, Guccini scrisse un'altra canzone, In morte di S.F., che sarà ridepositata in seguito alla Siae con il titolo mutato in Canzone per un'amica, e con questo nuovo titolo sarà incisa nel 1968 dai Nomadi. Caterina Caselli il 1º maggio 1967, poco dopo l'uscita del disco, lo invitò al programma televisivo Diamoci del tu, presentato insieme a Giorgio Gaber: in quest'occasione, che rappresentò il suo debutto televisivo, cantò Auschwitz; nella stessa puntata, tra l'altro, fu ospite un altro giovane cantautore ancora sconosciuto, Franco Battiato. Per la Caselli, in quel periodo, scrisse molti brani, tra cui Le biciclette bianche, Incubo Nº 4, canzone inserita nel musicarello L'immensità (La ragazza del Paip's), Una storia d'amore e Cima Vallona (ispirata alla strage di Cima Vallona). Furono tuttavia i Nomadi a portare al successo nello stesso anno quella che divenne una delle canzoni più note di Guccini: Dio è morto (fu pubblicata in contemporanea anche da Caterina Caselli, con delle differenze nel testo).
Fu un brano dal testo "generazionale" che per l'universalità del suo contenuto superò ogni confinamento ideologico venendo elogiata addirittura da Papa Paolo VI (fu trasmessa da Radio Vaticana, benché a suo tempo censurata dalla RAI per blasfemia).

Francesco Guccini con il direttore di Ciao 2001 Saverio Rotondi nel 1972

L'anno successivo Guccini ritornò in sala di incisione, pubblicando un 45 giri con Un altro giorno è andato/Il bello: la prima, una delle sue canzoni ritenute tra le più caratteristiche, fu incisa di nuovo in versione acustica e con alcune piccole modifiche nel testo nel 1970 e inserita in L'isola non trovata; la seconda invece fu riproposta dal vivo in Opera buffa, dopo essere stata reinterpretata due anni dopo da Lando Buzzanca; nel frattempo Guccini continuò l'attività di autore, continuando a comporre brani per I Nomadi, Bobby Solo, Caterina Caselli e altri artisti. Nel dicembre 1968 vi fu inoltre il suo debutto ufficiale dal vivo, con un concerto tenuto al Centro Culturale la Cittadella della Pro Civitate Christiana di Assisi, un centro culturale cattolico di tendenza progressista. Nel biennio 1967-1968 si distinse anche per il lavoro di pubblicitario nell'ambito del Carosello insieme a Guido De Maria, collaborando agli slogan dell'Amarena Fabbri imperniate sui personaggi "Salomone pirata pacioccone" e il suo aiutante "Manodifata". Sullo stesso personaggio scrisse anche il testo della canzone per bambini, cantata da Le Sorelle, e fece conoscere al grande pubblico, sempre grazie al Carosello, il vignettista Bonvi; in seguito Guccini avrebbe ricordato questo periodo nel testo di Eskimo.
Nel 1970 fu la volta di Due anni dopo (registrato nell'autunno del 1969), album dai toni inquieti ed esistenziali, che lasciò da parte le tematiche della protesta (eccetto per Primavera di Praga); fu accostato, per le tematiche e i vocaboli alla poetica leopardiana, mostrando un artista ancora giovanile anche se più maturo dell'album precedente. Il centro narrativo del disco, dalla percepibile influenza francese, è il tempo che passa e la vita quotidiana analizzata nella dimensione dell'ipocrisia borghese. Con questo album ha inizio una collaborazione, che durerà circa un decennio, con la folksinger di origini statunitensi Deborah Kooperman la quale, pur non essendo una vera chitarrista, impreziosirà da quel momento parecchi suoi dischi con caratteristici arpeggi fingerpicking, uno stile allora poco conosciuto e usato nel nostro Paese.
Subito dopo l'uscita di Due anni dopo, Guccini lasciò in Italia, ma senza concludere la relazione, la sua fidanzata Roberta Baccilieri (per la quale aveva scritto Vedi cara) e partì per gli USA insieme a Eloise Vitelli, una ragazza conosciuta al Dickinson College di Bologna dove insegnava (alla quale anni dopo dedicò la canzone 100 Pennsylvania Ave). Conclusasi anche questa relazione, tornò in Italia con la caratteristica barba, che da quel momento non si rasò più completamente.
Si riconciliò con Roberta Baccilieri e con lei andò in vacanza all'isola di Santorini: è in quest'occasione che fu scattata la fotografia presente sul retro di Stanze di vita quotidiana, usata poi sia per la copertina di Via Paolo Fabbri 43 sia, ancora oggi, per i manifesti pubblicitari dei suoi concerti.

Francesco Guccini durante un'esibizione nel 1972

In autunno iniziò le registrazioni di un nuovo disco, e così a undici mesi da Due anni dopo fu pubblicato L'isola non trovata. Il titolo dell'album, che è anche quello di una canzone, è un riferimento a Guido Gozzano; altra citazione letteraria presente nel disco fu quella di J.D. Salinger in La collina. Altri brani di rilievo del disco furono Un altro giorno è andato (reincisa dopo due anni), L'uomo e L'orizzonte di K.D. (Karen Dunn, la sorella di Eloise). La notorietà di Guccini iniziò a diffondersi anche al di fuori di Bologna, passando dalle osterie al teatro: fu di questo periodo la sua partecipazione al programma televisivo Speciale tre milioni, dove presentò alcune sue canzoni (tra cui La tua libertà, all'epoca inedita, incisa nel 1971 ma pubblicata soltanto nel 2004 come bonus track dell'album Ritratti), e dove divenne amico di Claudio Baglioni.
Nel 1971, dopo alcuni mesi di convivenza, sposò la sua storica fidanzata, Roberta Baccilieri (raffigurata sul retro di copertina dell'album successivo e alla quale dedicò la canzone Eskimo).

### Il successo (1972–1980)
(Giorgio Gaber)

Un'immagine di Guccini al Club Tenco con Paolo Conte negli anni settanta

Il vero salto artistico e qualitativo si ebbe nel 1972 con Radici, che contiene alcune delle sue canzoni più conosciute; innanzitutto La locomotiva, canzone tratta da una vicenda reale, in cui Guccini affronta il tema dell'uguaglianza, della giustizia sociale e della libertà, ricalcando lo stile di autori di musica anarchica di fine Ottocento. Il filo conduttore dell'album, come suggerisce il titolo, è l'eterna ricerca delle proprie radici, simboleggiata anche dalla copertina del disco dove, sullo sfondo del cortile della vecchia casa di montagna, sono raffigurati sul fronte i nonni e i prozii di Guccini (tra cui anche Enrico, la cui vicenda verrà raccontata anni dopo in "Amerigo").
La critica definì l'album contemplativo e onirico: canzoni come Incontro, Piccola Città, Il vecchio e il bambino, La Canzone della bambina portoghese e Canzone dei dodici mesi sono i brani di maggior rilievo di un lavoro che viene ritenuto tra le sue vette artistiche. Nello stesso anno Guccini porta alla EMI Italiana un giovane cantautore suo concittadino di cui ha ascoltato alcune canzoni che l'hanno colpito: si tratta di Claudio Lolli, con cui in futuro collaborerà nella stesura di due canzoni (Keaton e Ballando con una sconosciuta), che deve proprio a Guccini l'inizio della sua attività artistica.

A Bologna, nella casa di Guccini

Nel 1973 fu la volta di Opera buffa, disco registrato all'Osteria delle Dame di Bologna e al Folkstudio di Roma, goliardico e spensierato, che mette in luce le sue qualità di cabarettista, ironico e teatrale, colto e canzonatorio. L'idea di incidere canzoni dal vivo di questo genere in realtà non fu mai accettata di buon grado da Guccini, il quale ebbe perplessità sulla pubblicazione di questo disco e sul brano I Fichi, contenuto nell'album D'amore di morte e di altre sciocchezze.
Nonostante ciò il disco live (con sovraincisioni realizzate in studio) è una testimonianza indicativa del modo in cui Guccini ha sempre affrontato i concerti nel corso della sua carriera. Il suo tipico modo di fare cabaret si rinnova sempre nei suoi spettacoli, che diventano delle vere e proprie esibizioni teatrali in cui il protagonista dialoga e si confronta con il pubblico; questa sua vena cabarettistica è resa evidente in numerose canzoni, come L'avvelenata, Addio, Cirano, Il sociale e l'antisociale, ecc.
Seguì l'anno successivo Stanze di vita quotidiana, un album controverso e di difficile ascolto, che riscontrò pareri contrastanti di pubblico e critica. Il disco, composto da sei lunghi brani malinconici e struggenti, rispecchiò il periodo di crisi profonda che Guccini stava vivendo, aggravata dai continui dissidi con il produttore Pier Farri e ricevette delle critiche impietose: si ricorda soprattutto una dura catilinaria del critico Riccardo Bertoncelli, che senza mezzi termini bollò il cantautore come «un artista finito, a cui non resta più nulla da dire». Guccini rispose a questa accusa qualche anno dopo, con L'avvelenata. Solo a distanza di molti anni fu riconosciuto il valore artistico di questo disco. A testimonianza di ciò, il testo di Canzone per Piero fu inserito tra le fonti della prima prova dell'esame di Stato del 2004. Il "tema del saggio" era l'amicizia e Francesco Guccini, a tal proposito, si disse fiero di figurare in mezzo a Dante e Raffaello. Parlando del testo della canzone, si evidenzia come la sua fonte (conscia o inconscia) sia il dialogo di Plotino e Porfirio, contenuto nelle Operette morali di Giacomo Leopardi. Nel resto del disco lasciarono il segno vocaboli leopardiani e temi della quotidianità.

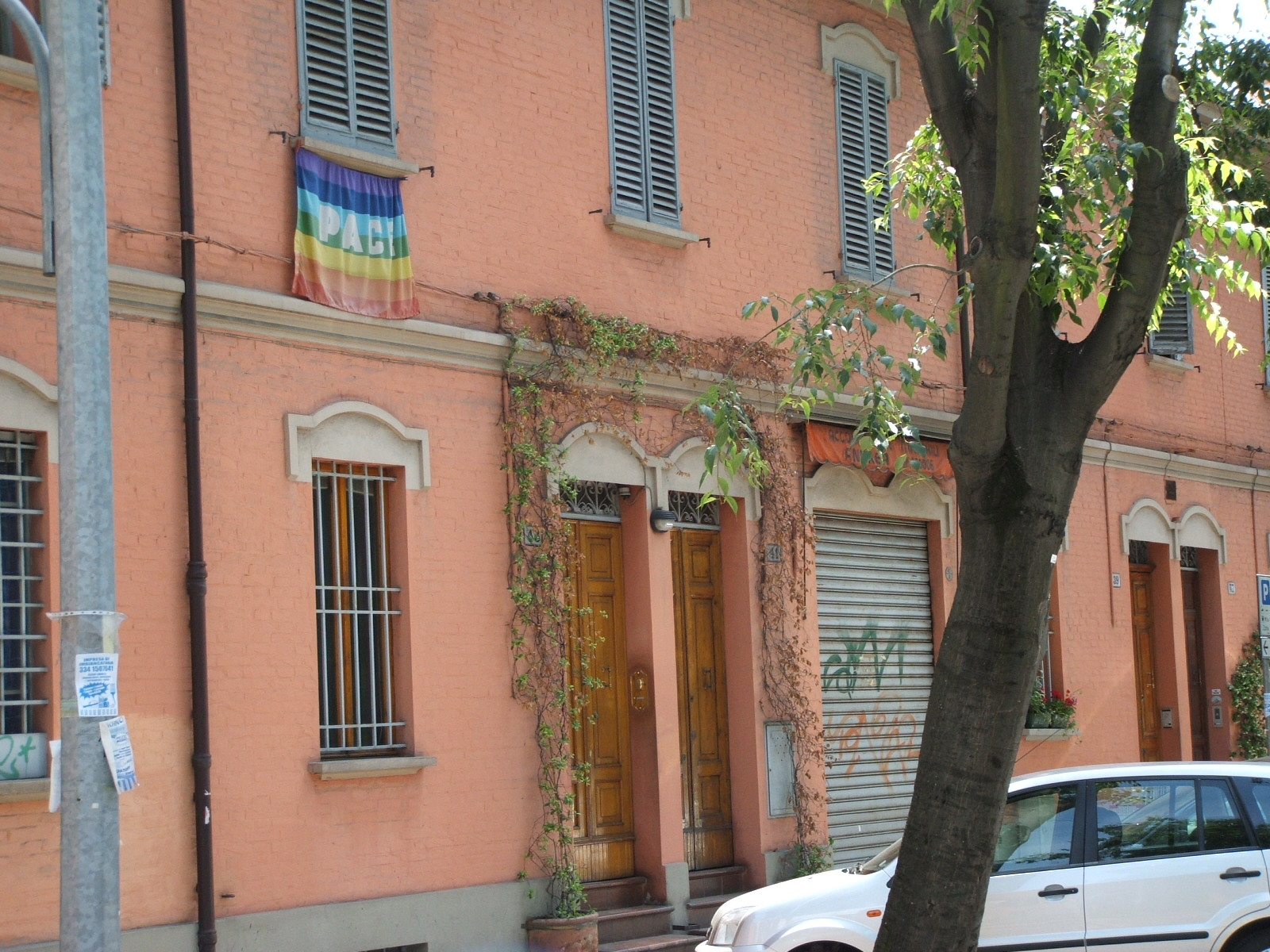
Via Paolo Fabbri 43, a Bologna

Il successo commerciale di Guccini arrivò nel 1976. È l'anno di Via Paolo Fabbri 43, album che sarebbe poi risultato tra i cinque più venduti dell'anno. La voce si fece più matura, decisa e sicura di sé e la struttura musicale dell'LP più complessa dei precedenti. Come risposta alle critiche indirizzate a Stanze di vita quotidiana, soprattutto a quelle di Bertoncelli (citato nella canzone), scrisse come detto L'avvelenata, un brano che evidenzia un Guccini rabbioso e deciso a rispondere "vivacemente" a chi lo aveva aspramente criticato. In seguito Guccini mostrerà una certa ritrosia a eseguire questa canzone dal vivo, in parte perché troppo sponsorizzata dal pubblico e in parte perché a suo dire "datata" nei contenuti. Altra canzone rappresentativa fu quella che diede il titolo al disco. Via Paolo Fabbri 43 è un'astratta descrizione della vita di Guccini nella sua residenza di Bologna, con gli abituali riferimenti ad artisti a lui cari, come Borges e Barthes e una citazione delle "tre eroine della canzone italiana", Alice, Marinella e la «piccola infelice Lilly», una frecciatina amichevole rivolta a De Gregori, De André e Venditti; questa a sua detta, assieme a L'avvelenata e a Il pensionato, è una delle canzoni a cui è più legato. Non mancano nel disco momenti di lirismo: Canzone quasi d'Amore dalla poetica esistenziale è ritenuta da molti un esempio delle vette raggiungibili dal "Guccini poeta". Il suo tratto da cantastorie sarebbe tornato anche ne Il pensionato, ballata che narra di un suo anziano vicino, ma che sarebbe sfociata tra i versi in un excursus sulla triste situazione psicologica di alcuni anziani.
L'album successivo, pubblicato due anni dopo, fu Amerigo (1978), la cui canzone più famosa è certamente Eskimo. Tuttavia, Guccini stesso intravide il momento più riuscito proprio nel brano che dà il titolo al disco: una ballata dedicata a uno zio emigrante a lui caro.

Guccini canta Per un amico durante il concerto per Demetrio Stratos all'Arena Civica di Milano, il 14 giugno 1979

Il 6 ottobre 1977 la rivista settimanale Grand Hotel gli dedicò una copertina dal titolo: Il padre che tutti i giovanissimi avrebbero voluto avere; in realtà l'iniziativa avvenne a sua insaputa, come raccontò il vicedirettore del settimanale: «Guccini non sapeva della copertina; l'intervista è stata fatta da un collaboratore che non gli aveva detto che sarebbe finita sul nostro settimanale, ma non penso che per questo Guccini sia andato in bestia». Guccini non fu entusiasta dell'iniziativa, e dichiarò: «Non capisco come gli sia venuto in mente, quel titolo, io scrivo canzoni per un pubblico di trentenni, non capisco come un pubblico di sedicenni appena usciti dal liceo possa trovare delle affinità con le cose che dico». Sempre a questo proposito, si ricorda un episodio curioso: durante un concerto tenuto qualche giorno dopo la pubblicazione dell'articolo, alcuni spettatori delusi iniziarono a schernirlo per essere finito su una rivista femminile, ma Guccini non si scompose e ribatté: «Questo è niente, vedrete quando scriveranno "Liz Taylor grida a Guccini: rendimi il mio figlio segreto"!»
Nel frattempo, nello stesso anno, si separò dalla moglie Roberta (scrivendo sulla vicenda la canzone Eskimo) e iniziò una convivenza con Angela Signorini, con la quale, nel 1978, ebbe una bambina, Teresa (a cui anni dopo avrebbe dedicato le canzoni Culodritto, ed E un giorno...).
Guccini salutò gli anni settanta con Album concerto, registrato dal vivo con i Nomadi. La particolarità di questa raccolta fu l'interpretazione a due voci con Augusto Daolio e la presenza nel disco di canzoni da lui scritte ma mai incise in precedenza: Noi, Per fare un uomo e soprattutto Dio è morto. Il 1979 è anche l'anno della partecipazione di Guccini, il 14 giugno, a 1979 Il concerto - Omaggio a Demetrio Stratos, per ricordare l'amico deceduto pochi giorni prima; durante la manifestazione musicale Guccini canta Per un amico, che è in realtà In morte di S.F. dedicata a Stratos.

### Metropolis, viaggi e ritratti (1981–1989)

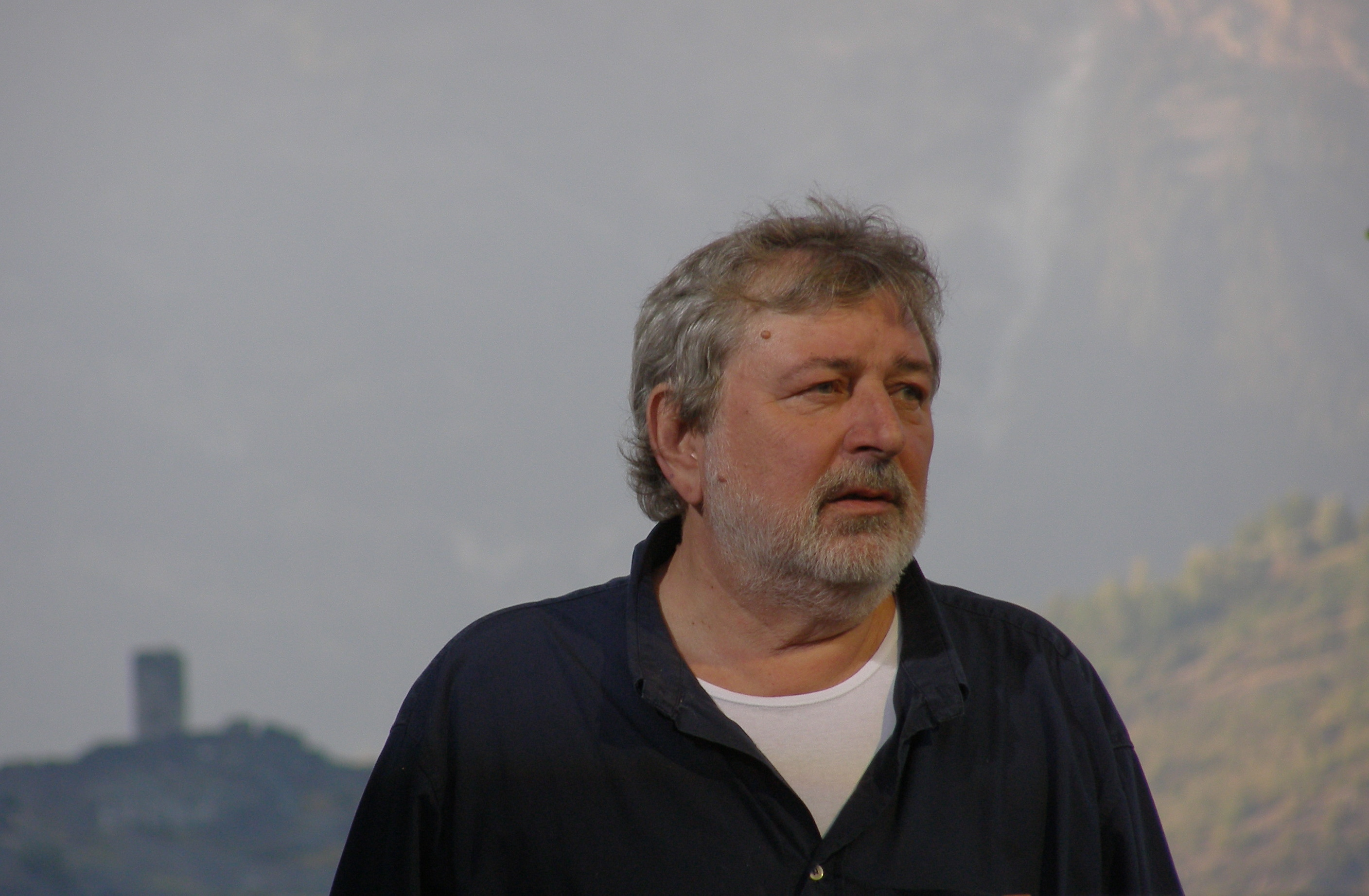
Ormai da anni Guccini vive stabilmente a Pàvana (Pistoia) e solo saltuariamente si reca a Modena o Bologna dove, comunque, possiede casa

Guccini aprì gli anni ottanta con Metropolis, album al quale, al pari di Stanze di vita quotidiana, ha affermato di essere meno legato. Il filo conduttore della raccolta è la descrizione di alcune città dal preciso valore simbolico: Bisanzio, Venezia, Bologna e Milano. La storia delle città e soprattutto il disagio della vita nella polis si intrecciano in un gioco di vicende storiche e di rimandi dal significato simbolico. Gli arrangiamenti si fecero più corposi, ormai distanti dagli stereotipi folk; compaiono infatti incroci di sax e chitarra, basso e batteria, zufoli, clarinetti, flauti. Torna il tema del viaggio o meglio ciò che egli definisce «l'impossibilità e l'inutilità di viaggiare». Nel disco Guccini riprese una canzone dell'Assemblea Musicale Teatrale, scritta da Gian Piero Alloisio, Venezia (a cui apporta alcune piccole modifiche al testo). Spicca, fra i brani del disco, Bisanzio, complessa composizione definita da Jachia «commovente e sognante».
Bisanzio fu rappresentata da Guccini come un affascinante ma angosciante crocevia al limite tra due continenti e due ere, con toni talvolta apocalittici. Il protagonista stesso, tale Filemazio (in cui molti scorgono lo stesso Guccini), percepisce la decadenza della sua civiltà, in un parallelo con quella occidentale, e l'avvicinarsi della fine.
La canzone è ambientata all'epoca dell'imperatore Giustiniano I (483-565), con molti riferimenti storici a quel periodo, che Guccini stesso ha spiegato più volte; da citare inoltre per il brano l'ispirazione dall'opera Storia segreta di Procopio di Cesarea.
Altri brani degni di nota nel disco furono la poetica Venezia e la ballata Bologna. Nello stesso anno della pubblicazione di Metropolis, Guccini fu autore, con Giorgio Gaber, Sandro Luporini e Gian Piero Alloisio, dello spettacolo Gli ultimi viaggi di Gulliver, messo in scena dallo stesso Alloisio con Ombretta Colli; sempre nel 1981 scrisse la canzone Parole, incisa da Alloisio nel suo album Dovevo fare del cinema (in cui è presente anche una canzone dello spettacolo, appunto Gulliver, che lo stesso Guccini inciderà nell'album Guccini). Sempre nel 1981 Guccini, dopo averle conosciute al Club Tenco, segnalò a Renzo Arbore le Gemelle Nete, contribuendo al lancio nazionale del duo piemontese.

Guccini con Lucio Dalla in una fotografia degli anni ottanta

Anche il successivo disco (Guccini) trattò le stesse tematiche del precedente, tra cui spicca il tema del viaggio e del disagio metropolitano rappresentati in Gulliver e in Argentina. Un brano «classico» di Guccini divenne Autogrill, canzone che narra di un amore sfiorato. Ricercata e particolare risultò essere Shomèr ma mi llailah? ("Sentinella, quanto resta della notte?") tratta dalla Bibbia (Isaia, 21, 11). Altra traccia da ricordare è Inutile, che racconta la giornata passata a Rimini, in marzo, da due fidanzati. Il tour che seguì questo disco fu il primo in cui si esibì con un gruppo: fino ad allora, Guccini si esibiva da solo o accompagnato da uno o due chitarristi (all'inizio dalla Koopermann, poi da Biondini e infine da Villotti e Biondini). Seguì, nel 1984, l'album Fra la via Emilia e il West. Molti dei suoi successi sono qui presentati dal vivo, principalmente da un concerto in piazza Maggiore a Bologna dove Guccini era accompagnato, oltre che dalla band, da ospiti illustri come Giorgio Gaber, Paolo Conte, Lucio Dalla, I Nomadi, Roberto Vecchioni e l'Équipe 84, riformatasi per l'occasione.
Il 1987 fu l'anno di Signora Bovary, un album la cui particolarità risiede nelle varie canzoni come ritratti di personaggi della vita di Guccini. Van Loon è suo padre, Culodritto è la giovane figlia Teresa (nata nel 1978), Signora Bovary è lui stesso. La canzone Keaton fu scritta dall'amico cantautore Claudio Lolli, con delle modifiche di Guccini, che la firmò come coautore.
Il disco segnò un importante cambio di rotta, soprattutto per quel che riguarda la composizione musicale. Si tratta di un lavoro raffinato, con melodie e arrangiamenti più complessi.
Colpisce su tutte Scirocco, canzone, tra l'altro, che ha ricevuto vari riconoscimenti; racconta un episodio della vita di Adriano Spatola, detto Baudelaire (poeta amico di Guccini, che lo aveva già citato in Bologna), e della sua separazione da Giulia Niccolai. Nel 1988 Guccini pubblicò un disco di sue canzoni degli anni sessanta riarrangiate per l'occasione con l'aggiunta dell'inedito Ti ricordi quei giorni. Nel titolo citò il romanzo Vent'anni dopo, chiamandolo Quasi come Dumas, che fu registrato dal vivo, nel 1988, al PalaTrussardi di Milano, al Palasport di Pordenone e al Teatro dell'Istituto Culturale dell'Ambasciata d'Italia a Praga. Sempre nel 1988 compose con l'amico Lucio Dalla la canzone Emilia, inserita nell'album Dalla/Morandi e cantata dai due artisti assieme al cantante Gianni Morandi. Il brano fu inserito dallo stesso Guccini nel proprio album Quello che non... (1990), con un finale leggermente modificato.

### Negazioni, amori e dubbi (1990–2000)

Guccini e il vino, da sempre suo compagno di concerti

Quello che non... (1990) fu un album all'insegna della continuità poetica con il precedente, nel quale Guccini interpretò una raccolta di canzoni tra cui spiccano Quello che non e Canzone delle domande consuete, il cui valore poetico e letterario fu ulteriormente confermato dal premio di "miglior canzone dell'anno" dal Club Tenco. Tre anni dopo (1993) fu la volta di Parnassius Guccinii (dal nome dell'omonima farfalla dedicata al cantante emiliano) dove spicca Samantha, storia di un amore non realizzato a causa delle convenzioni sociali, e Farewell, ballata dal sapore dylaniano: in quest'ultimo brano vi è un omaggio e una citazione diretta della canzone Farewell, Angelina di Bob Dylan, della quale viene riportato un verso (The triangle tingles, and the trumpet plays slow) e l'introduzione strumentale iniziale; il titolo a sua volta ricorda la stessa ed è un riferimento alla sua compagna Angela, raccontando la fine del loro amore. Come afferma Jachia, «lo sforzo gigantesco, poetico e culturale, di Guccini è stato quello di aprire la più alta tradizione della poesia italiana alla ballata di derivazione dylaniana».
Del disco facevano parte anche Canzone per Silvia, scritta per Silvia Baraldini, e Acque, seconda canzone su commissione di Guccini (dopo Nené del 1977), richiesta da Tiziano Sclavi e inserita nel film Nero.
Tre anni dopo (1996) fu il turno di D'amore di morte e di altre sciocchezze, altro successo di vendite. Intensi e lirici sono i versi di Lettera dedicata a due amici scomparsi: Bonvi e Victor Sogliani.
Tra le canzoni di maggior successo del disco spicca Cirano (scritta da Giancarlo Bigazzi per la musica e da Beppe Dati per il testo, che viene comunque cofirmato da Guccini a causa di modifiche operate), liberamente ispirata alla nota opera teatrale, una canzone che lo stesso Guccini definì di «serietà giullaresca».
Tra le altre si ricordano la goliardica I Fichi (in realtà già presentata in televisione vent'anni prima, nella trasmissione Onda libera su Rai 2, condotta da Roberto Benigni); Vorrei, dedicata alla nuova compagna Raffaella Zuccari; Quattro stracci, che narra dell'amore finito per Angela, ma in maniera molto più dura rispetto a Farewell del disco precedente; Stelle, sul senso d'impotenza e di piccolezza dell'uomo di fronte alle meraviglie del cielo notturno. Nel 1998 la sua casa discografica, la EMI Italiana, per celebrare il suo trentennale, pubblicò una serie di dischi dal vivo dei suoi artisti più rappresentativi, fra cui Guccini Live Collection. Il cantautore diede il benestare alla pubblicazione ma non fu coinvolto nel progetto e si lamentò molto per un vistoso errore grammaticale sulla copertina.
L'album Stagioni è l'album con cui Francesco Guccini chiude il secolo e come tematiche si concentra sui diversi cicli temporali che attraversano lo scorrere degli anni. Tra i brani Autunno, Ho ancora la forza (scritta con Ligabue), Don Chisciotte (in cui Guccini duetta con il suo chitarrista impersonando il celebre personaggio di Miguel de Cervantes) e Addio, da molti definita una nuova Avvelenata, ma con echi di maturità e dell'universalità del messaggio. Anche Stagioni e il rispettivo tour ebbero un ottimo successo; in parte inattesa fu soprattutto la grande affluenza di un pubblico molto giovane, che consacrò Guccini come un "artista di riferimento" di tre generazioni.
Si ricordano soprattutto le parole di Cerami che si diceva «stupito, quasi incredulo, e soprattutto felicissimo di vedere migliaia di ragazzini ai suoi concerti.» Il disco uscì anche su vinile, in un'edizione speciale a tiratura limitata.
Al 2000 risale anche l'uscita del disco Barones dei Tenores di Neoneli, al quale Guccini partecipa cantando, in lingua sarda, il brano Naschet su sardu.

### Personaggi e racconti (2001–2010)

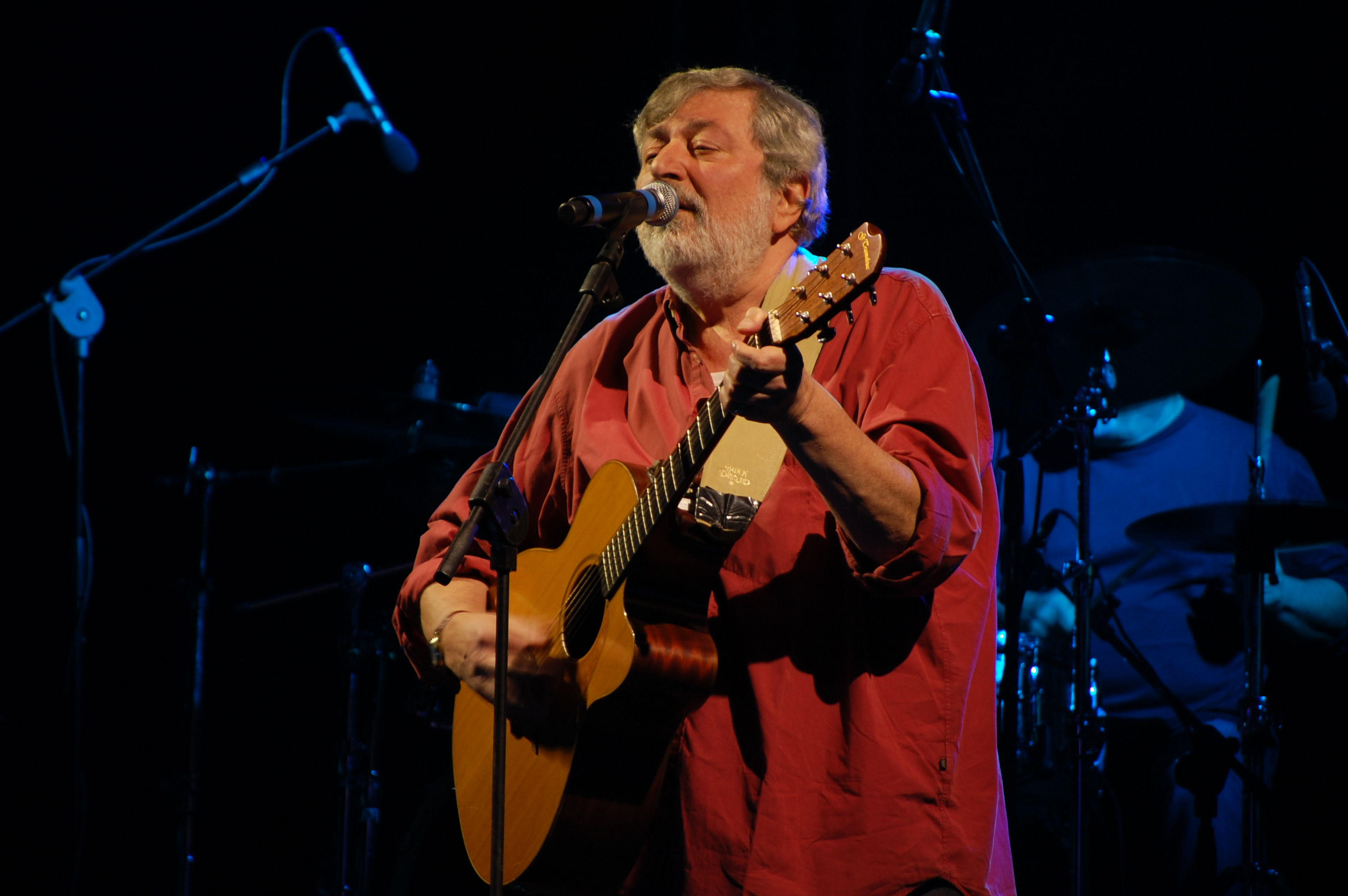
Guccini possiede una voce fonda e baritonale con un percepibile rotacismo (la "erre arrotata")

Il disco successivo, Ritratti (2004), contiene alcuni brani caratterizzati da dialoghi immaginari con personaggi storici come Ulisse, Cristoforo Colombo, Che Guevara; Odysseus, che apre il disco, ha un testo ritenuto da alcuni tra i migliori della sua carriera, con versi profondi che richiamano la sensazione del viaggio e numerose citazioni.
L'album prosegue, passando da Una canzone, fino a un brano (Piazza Alimonda) dedicato a Carlo Giuliani, il ragazzo ucciso nel 2001 negli scontri del G8 di Genova. L'inedito inserito nel disco (La tua Libertà, 1971) rievoca le atmosfere de L'isola non trovata, mentre il brano Vite, ballata esistenziale tipicamente gucciniana, era da lui già stata composta per poi essere incisa da Adriano Celentano con alcuni tagli atti a ridurne la lunghezza. Ritratti ha fatto rilevare, oltre all'apprezzamento della critica musicale, anche un buon successo di vendite: il CD nel giorno di lancio, balzò subito per due settimane al primo posto della classifica italiana degli album, rimanendovi in totale diciotto settimane.
Nel 2005 uscì il disco dal vivo Anfiteatro Live, registrato l'anno precedente nell'anfiteatro di Cagliari. Il doppio CD è accompagnato anche da un DVD che ripropone integralmente il medesimo concerto.
Le vendite furono ragguardevoli: il DVD restò nella classifica ufficiale FIMI per ventidue settimane, al primo posto per un mese. Il 2006 fu un anno in cui si parlò molto di Guccini, e non solo per la sua attività artistica: ricevette un voto in occasione dell'elezione del Presidente della Repubblica Italiana. Fu pubblicata la raccolta tripla celebrativa dei suoi 40 anni di carriera, rappresentata da 47 canzoni presenti nella sua The Platinum Collection. Il 3 aprile dello stesso anno, Guccini, pubblicò per la EMI France Nella Giungla, un brano singolo che tratta del rapimento di Íngrid Betancourt, traduzione di una canzone scritta da Renaud Sechan nel 2005, con musiche di Jan Pierre Bucolo. Sempre nel 2006 presentò la Compagnia Teatrale Pavanese impegnata nella Aulularia di Plauto, da lui tradotta dal latino nel dialetto del suo paese. Il 30 marzo 2007 ricevette a Catanzaro il "Riccio d'Argento" della rassegna Fatti di musica diretta dal promoter musicale Ruggero Pegna, riservato ai più grandi autori italiani; in ottobre uscì invece in libreria la biografia ufficiale di Guccini, "Portavo allora un Eskimo innocente" di Massimo Cotto (Giunti Editore). Nel tour dello stesso anno Guccini presentò una nuova canzone sulla resistenza (Su in collina), che è stata poi inserita nell'album L'ultima Thule.

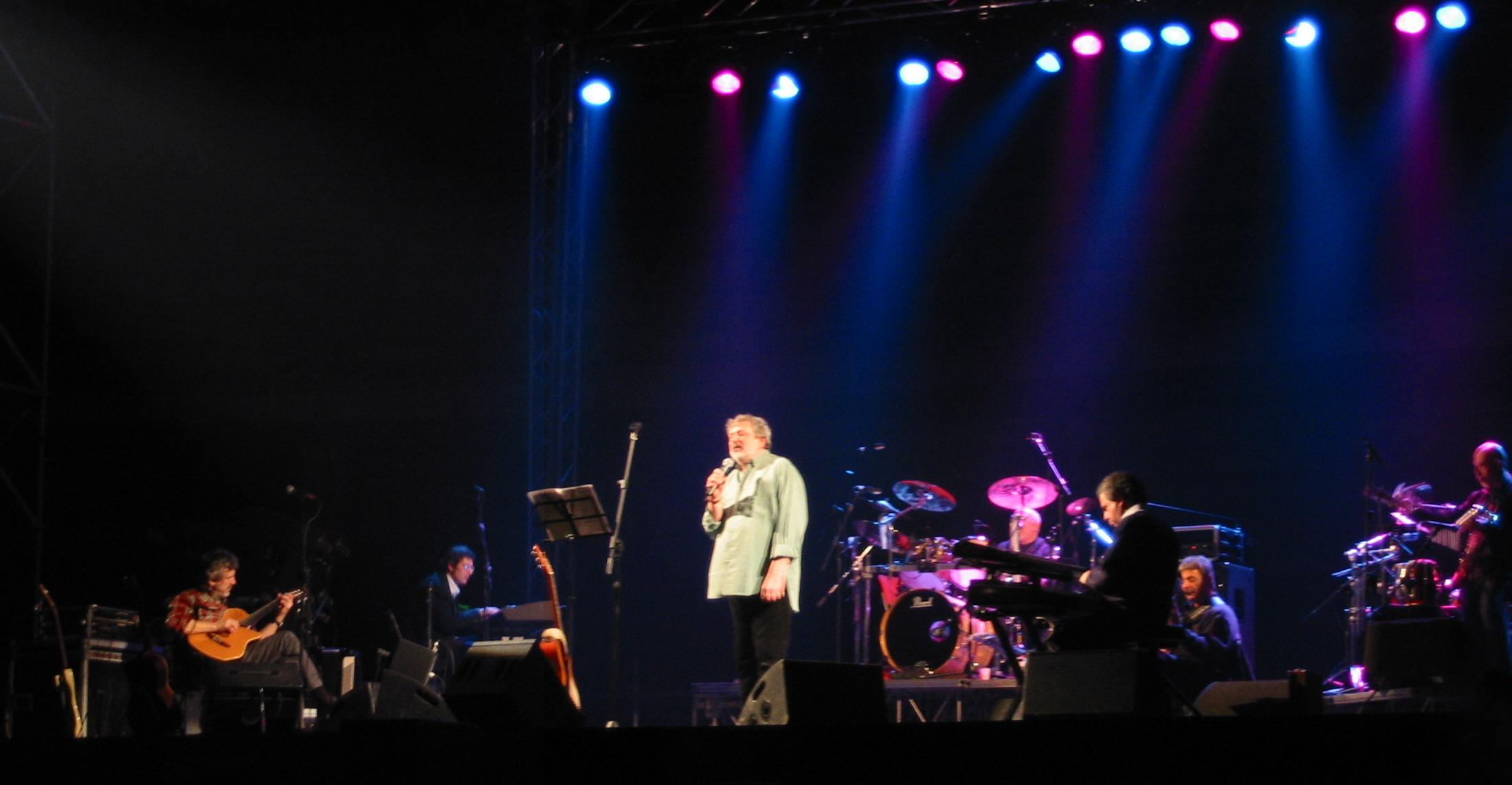
Guccini in concerto al Palaghiaccio di Marino, marzo 2003.
Da sinistra: "Flaco" Biondini (alla chitarra), Roberto Manuzzi (alle tastiere), Francesco Guccini, gli ex The Pleasure Machine Ellade Bandini (alla batteria), Vince Tempera (alle tastiere) e Ares Tavolazzi (al basso), e Antonio Marangolo (al sax)

Parlando di questo disco futuro, Guccini, aveva anche rivelato di aver già scritto una canzone dedicata a Pàvana (Canzone di Notte n. 4) oltre che Il testamento di un pagliaccio che narra delle ultime volontà di un clown giunto alla sua fine. Il brano fu inserito in scaletta nel tour 2008/2009, ed eseguito per la prima volta nella prima tappa il 20 giugno a Porretta Terme. Con un articolo del 21 aprile 2008, sul giornale La Stampa si diceva che l'autore aveva smesso di fumare e aveva iniziato ad ingrassare a causa dell'astinenza, perdendo, inoltre, l'ispirazione. Guccini, tuttavia, smentì la notizia alla trasmissione Che tempo che fa, il 18 maggio 2008.
Nel marzo del 2010 la Mondadori pubblicò Non so che viso avesse, un'autobiografia di Guccini che contiene, nella seconda parte del volume, un saggio critico curato dal professore Alberto Bertoni. All'interno dell'album Arrivederci, mostro! di Luciano Ligabue è contenuto il brano "Caro il mio Francesco", una dedica del cantautore di Correggio al suo collega, nonché amico, Francesco Guccini. Nel testo traspaiono evidenti critiche nei confronti di una parte dell'ambiente musicale, colpevole di snobismo e incoerenza. Il 28 settembre 2010 è inoltre uscita "Storia di altre storie", nuova raccolta del cantautore modenese, contenente canzoni scelte da Guccini stesso, oltre ad una nota introduttiva firmata da Riccardo Bertoncelli (citato ai tempi de L'avvelenata). Nel novembre del 2010 esce l'album Chocabeck del cantante emiliano Zucchero Fornaciari, all'interno del quale è contenuto il brano Un soffio caldo, il cui testo è affidato al cantautore di Pàvana.
Il 2010 è anche l'anno in cui una nuova specie di pianta venne dedicata a Guccini dal botanico Davide Donati: si tratta di un cactus messicano, Corynopuntia guccinii. Divertenti sono le circostanze che hanno portato alla dedica, come racconta Donati: nel 2008, solo, in mezzo ad una piana desertica del Messico, stava ascoltando musica per ravvivare un po' l'esplorazione. Durante "Incontro" di Guccini incontrò la pianta sconosciuta, notando a proprie spese che, grazie alle sue tremende spine, "non perdona e tocca". Nel giugno 2010, quasi in occasione dei 70 anni di Guccini, la pianta schiuse un fiore rosso vino, cosa quasi unica per le Corynopuntia, cactus generalmente a fiore giallo. "Non potevo dedicarla ad altri" scrive Donati nell'articolo botanico.

### Le ultime incisioni discografiche (2011–presente)
Il 21 aprile 2011 il cantautore sposò a Mondolfo in seconde nozze Raffaella Zuccari, sua compagna di vita dal 1996.
Nel 2012 tornò in sala d'incisione, cantando nell'album di Enzo Avitabile Black Tarantella la parte di testo in dialetto modenese (scritta da lui stesso) del pezzo Gerardo nuvola 'e povere, storia della morte bianca di un lavoratore emigrato dal sud in Emilia-Romagna che si aggiudica il Premio Amnesty Italia come «brano che nel 2012 sa meglio scuotere le coscienze e far riflettere sui diritti umani». A giugno fece un'apparizione dal vivo, decidendo di aderire al Concerto per l'Emilia, tenutosi il 25 giugno 2012 allo Stadio Renato Dall'Ara per raccogliere fondi per aiutare le popolazioni colpite dal sisma.
Nel novembre dello stesso anno, dopo una lunga gestazione, venne pubblicato l'album L'ultima Thule, che a fine 2013 conseguì il secondo disco di platino per aver superato le 120 000, di cui oltre 100 000 nel primo mese di pubblicazione. Nonostante questo successo, Guccini dichiarò di non volere più né incidere nuovi lavori né fare concerti, ritirandosi dalla carriera musicale e dedicandosi interamente a quella di scrittore.
Nel marzo successivo venne pubblicato anche il DVD La mia Thule, documentario che racconta le fasi di registrazione del disco presso il Mulino di Chicon a Pavana attraverso immagini e interviste inedite del cantautore e di tutta la sua band. La mia Thule è risultato il sesto DVD musicale più venduto in Italia nel 2013 nella classifica FIMI.
Nel 2015 Guccini ritornò a cantare come ospite ne Le storie che non conosci, di Samuele Bersani e Pacifico, singolo il cui ricavato venne interamente devoluto in beneficenza alla Fondazione Lia per finanziare laboratori di lettura per bambini non vedenti e ipovedenti a Bologna. Nello stesso periodo il Club Tenco decise di dedicare al cantautore la storica rassegna che organizza ogni anno a Sanremo, intitolata comunemente Premio Tenco. Seguì il 27 novembre una nuova raccolta di canzoni Se io avessi previsto tutto questo. La strada, gli amici, le canzoni, edita in due differenti versioni: una Deluxe Edition, in quattro CD, e l'altra Super Deluxe Edition, che ne conta ben dieci, accompagnati anche da un libro sull'artista modenese.
Nel novembre del 2017 invece venne pubblicato L'ostaria delle dame, cofanetto contenente le registrazioni di tre concerti di Guccini all'Osteria delle Dame, storico locale di Bologna da lui fondato nel 1970 assieme al sacerdote domenicano Padre Michele Casali. In allegato si può trovare un libro di 80 pagine con foto e testimonianze di tutti protagonisti dell’epoca.. Un anno dopo il cantautore incise una strofa del brano Ti insegnerò a volare di Roberto Vecchioni, dedicato all'ex campione di Formula 1 Alex Zanardi e che anticipò l'uscita del nuovo album L'infinito, distribuito il 9 novembre.
Nel novembre del 2019 esce Note di viaggio - Capitolo 1: venite avanti..., primo capitolo di un progetto discografico realizzato in collaborazione con Mauro Pagani, per gli ottant'anni del cantautore di Pàvana. Nel disco alcuni big della musica italiana reinterpretano dodici brani del repertorio di Guccini. L'album si apre con l'inedito Natale a Pavana cantato dallo stesso Guccini in dialetto pavanese.
Nell'agosto del 2020 partecipa, insieme ad altri artisti italiani, all'incisione di Crêuza de mä pe Zêna, una nuova versione del brano di Fabrizio De André registrata in occasione dell'inaugurazione del nuovo ponte di Genova, realizzato dopo il crollo e la demolizione del primo Viadotto Polcevera.
Il 9 ottobre 2020 viene pubblicato il secondo capitolo, Note di viaggio - Capitolo 2: non vi succederà niente, in cui Guccini canta il brano inedito Migranti accompagnato dai Musici.
Il 18 novembre 2022 viene pubblicato il diciassettesimo album in studio Canzoni da intorto, disco di cover che segna il ritorno di Guccini dall'ultimo album L'ultima Thule.
Nel mese di settembre 2023 partecipa, nella parte di se stesso, al docufilm dedicato al cantautore milanese Jannacci, Enzo Jannacci - Vengo anch'io, regia di Giorgio Verdelli. Nello stesso anno il 10 novembre pubblica il nuovo album Canzoni da osteria.
Nel 2024 pubblica un 45 giri con due versioni di Bella ciao, una cantata da lui e una cantata insieme a Tosca in italiano e in farsi.

## La poetica

Guccini si racconta; il cantautore è solito intrattenersi con il pubblico durante i suoi spettacoli

La poetica di Guccini, apprezzata al giorno d'oggi da più voci e da celebri autori letterari, è estesa in una vastissima carriera musicale, entro la quale si possono individuare però delle caratteristiche comuni. Guccini è solito utilizzare diversi registri linguistici, da quello aulico a quello popolare; nei suoi testi si possono trovare citazioni di grandi autori, viene toccata un'enorme quantità di temi per giungere a delle conclusioni morali.
Leggendo tra i suoi testi è possibile tracciare le basi del suo pensiero: l'uso di differenti piani di lettura, il suo esistenzialismo, il tono metafisico, i suoi ritratti di personaggi ed eventi.
(Dario Fo, Premio Nobel per la letteratura 1997, Archivi Rai)

## Guccini e la politica
L'artista modenese è da sempre caratterizzato da un notevole impegno politico; è nota la sua vicinanza a posizioni di sinistra, in più occasioni ripresa dalla stampa in maniera più o meno critica. 
La prima presa di posizione politica pubblica in assoluto risale al 1975, in un'intervista alla rivista Muzak, in cui Guccini afferma di essere vicino al Partito Socialista Italiano.
Lo stesso Guccini esprime, nella celebre L'avvelenata, il suo pensiero sui rapporti tra le canzoni e l'azione politica: 
(da L'avvelenata)
Per quanto alcune sue composizioni sono socialmente impegnate, è altrettanto vero che la maggior parte dei suoi successi derivano dall'elevato valore artistico e letterario che i suoi brani dimostrano. Un personaggio come Guccini, in realtà, non è inscrivibile in un determinato quadro politico istituzionale; egli stesso (come l'amico Fabrizio De André) si definisce anarchico, ma anche socialista di matrice liberale e sostiene di aver votato, in passato, per il PRI e per il PSI, sostenendo i socialisti anche negli anni successivi all'avvento di Bettino Craxi (come risulta da un'intervista del 1985), per poi passare a votare il PDS e i DS.

Francesco Guccini con Fabrizio De André al Club Tenco nel 1991

Quando Guccini ha esplicitato posizioni politiche, esse erano solitamente rivolte verso l'area moderata del centro-sinistra; ad esempio, ecco quello che ha dichiarato in un'intervista: «Ripeterebbe ancora quel "resistere, resistere, resistere" rivolto mesi fa a Prodi?» «Certo: piuttosto che niente è meglio il piuttosto. Non esistono alternative, se non peggiori». Come vede il Partito Democratico? «Lo vedrei bene, se mai si facesse. Comunque, voto DS». Nell'autunno del 2011, in occasione delle elezioni primarie per la scelta del candidato sindaco del centro-sinistra di Porretta Terme, il cantautore si schiera a favore del candidato indipendente sostenuto da Sinistra Ecologia Libertà e questo fatto è stato prevalentemente interpretato come un avvicinamento al movimento politico guidato da Nichi Vendola, anche se in seguito (2014) ha detto di aver votato il PD. È risultato apprezzato anche da personaggi politicamente distanti dalle sue ideologie, ad esempio i giovani di centro-destra ed il politico Matteo Renzi, da lui criticato, a cui ha risposto ironicamente.
Nei suoi testi, una presa di posizione politica emerge chiaramente nelle seguenti canzoni: La locomotiva, che è allo stesso tempo un racconto storico, Primavera di Praga del 1969, che è una critica dell'occupazione militare sovietica in Cecoslovacchia dell'anno precedente, Piccola storia ignobile del 1976 (canzone a favore della legge sull'aborto), Nostra signora dell'ipocrisia del 1993, Canzone per Silvia del 1993 (dedicata a Silvia Baraldini), Don Chisciotte del 2000, Stagioni del 2000, Canzone per il Che del 2004 (dedicate entrambe a Che Guevara), Piazza Alimonda del 2004 (dedicata agli eventi del G8 di Genova, durante il quale un manifestante fu ucciso da un carabiniere nell'omonima piazza), Il testamento di un pagliaccio del 2012, Su in collina del 2012 (dedicata ai partigiani). Nell'agosto del 2021 appone la propria firma in occasione del referendum per la legalizzazione dell'eutanasia.

## Narrativa

### Libri
(Paolo Jachia)

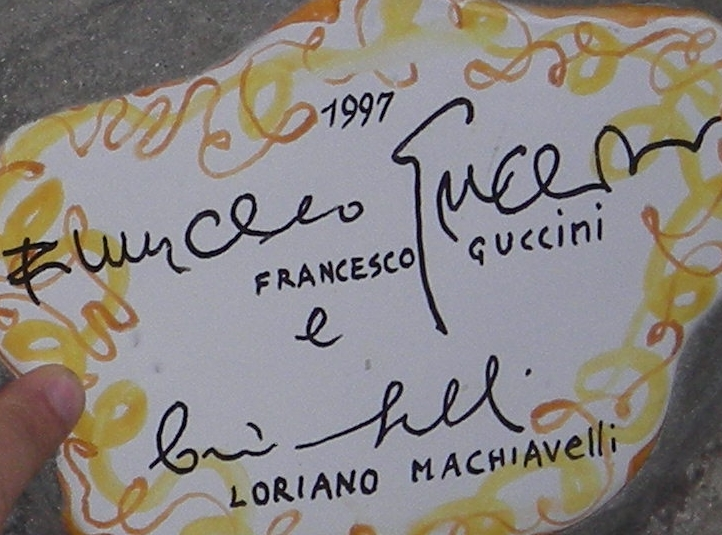
Maiolica autografa di Guccini e Loriano Macchiavelli, collocata nel 1997 sul muretto di Alassio

Nella sua attività quasi ventennale di scrittore ha pubblicato diversi libri; ha collaborato alla stesura, assieme ad altri autori, di scritti di saggistica e narrativa, interessandosi a svariate tematiche, fra cui quelle relative ai diritti civili (occupandosi del caso di Silvia Baraldini) e all'arte del fumetto.
Guccini si è prestato con buoni riscontri alla scrittura in tutte le sue forme, con excursus nel genere noir (con Loriano Macchiavelli ha creato il personaggio del maresciallo Benedetto Santovito), oltre a una trilogia di scritti autobiografici, ove spiccano le sue capacità di etimologo, glottologo e lessicografo.
Cròniche epafàniche, pubblicato da Feltrinelli nel 1989, è il primo romanzo di Guccini e una delle sue opere di maggior successo. Pur non presentandosi come biografia dell'autore, il libro diventa autobiografico, trattando infatti vicende passate di Pàvana, il paese "simbolo" dell'infanzia del cantautore modenese.
Guccini cerca nel testo di mitizzare ogni suo ricordo, di rendere unico e avvincente ogni racconto tramandatogli dagli anziani dei monti sull'Appennino tosco-emiliano, e i risultati della sua "accuratezza filologica" vengono apprezzati dalla critica. Sono stati dei best seller anche i suoi due romanzi successivi, Vacca d'un cane e Cittanova blues, entrambi riguardanti i diversi periodi della sua esistenza.
Se infatti Cròniche epafàniche racconta l'infanzia e il periodo fanciullesco nella "sua" Pàvana, Vacca d'un cane narra del periodo successivo, quello in cui un Guccini adolescente ormai stabilmente a Modena (città da lui mai veramente amata) scopre di non essere "uno tra tanti", ma contemporaneamente diventa cosciente di come la provincialità della sua città natale, massacrata dalla guerra, sarebbe stata un ostacolo per la sua crescita intellettuale. Infatti si trasferisce presto a Bologna, che rappresenta la scoperta del mondo, il sogno americano. Ed è quest'ultimo capitolo che è narrato nelle vicende di Cittanòva Blues, che va a chiudere la trilogia autobiografica. Nel 1998 Guccini pubblica il Dizionario del dialetto di Pàvana, la città della sua infanzia, nel quale si può notare tutta la sua capacità di dialettologo e traduttore.
Diverse altre opere sono successivamente venute alla luce in collaborazione con Loriano Macchiavelli: Macaronì. Romanzo di santi e delinquenti, Un disco dei Platters, Questo sangue che impasta la terra, Lo spirito e altri briganti, Tango e gli altri, Vola Golondrina. I gialli scritti con lui a quattro mani narrano principalmente delle storie del maresciallo Santovito, diventato un personaggio di punta del giallo italiano, e acquistano dall'affermato giallista i toni classici di questo tipo di opera.
L'influenza di Guccini si nota invece per quanto riguarda la forma della narrazione, la capacità di creare una raffinata costruzione nell'ambientazione storica, le peculiarità linguistiche che ne hanno decretato il successo anche nel mondo della narrativa. Sempre in collaborazione con Macchiavelli sono stati scritti anche i tre gialli Malastagione (2011), La pioggia fa sul serio (2014) e Tempo da Elfi (2017) con protagonista l'ispettore della Forestale Marco Gherardini, detto Poiana.
Nel 2019 scrive la prefazione del libro Onyricana (Calamaro Edizioni - 2019) scritto dal suo amico e musicista Jimmy Villotti.
Nel 2020, ancora con Machiavelli, ha pubblicato il romanzo breve Che cosa sa Minosse.

### Fumetti
Guccini è sempre stato un amante dei fumetti, come testimoniato anche da alcuni testi di canzoni, oltre che autore e sceneggiatore di diversi libri a fumetti come Vita e morte del brigante Bobini detto «Gnicche» disegnato da Francesco Rubino, edito dalla Lato Side, Lo Sconosciuto, con le illustrazioni di Magnus, e sceneggiatore di Storie dello spazio profondo, disegnate dall'amico Bonvi, pubblicate a partire dal 1969 sulla rivista Psyco e in seguito ristampate dalla Mondadori e da altri editori.
La vicenda raccontata nel libro creato con Rubino è quella vera di un brigante vissuto nella seconda metà dell'Ottocento nelle campagne nei dintorni di Arezzo e nel Casentino; Gnicche (questo nomignolo è anche entrato in un proverbio di quella zona, «Sei peggio di Gnicche»). La particolarità è che Guccini ha l'occasione di comporre alcune strofe in rima che nel fumetto vengono recitate da un contadino cantastorie, Giovanni Fantoni, per raccontare le vicende del brigante; frequenti le parole dialettali.
Dal punto di vista del disegno, Rubino si ispira a fumettisti come Gianni De Luca (ritenuto da alcuni uno dei grandi innovatori del fumetto italiano), e in qualche vignetta ha anche modo di disegnare un cantastorie molto simile a Guccini.
Il volume fu pubblicato nel dicembre del 1980 dalle edizioni Lato Side, e la copertina fu realizzata da Lele Luzzati; non è stato mai più ristampato.
Nel 2008 una caricatura di Guccini firmata Massimo Cavezzali trovò posto nel volume I maledetti del rock italiano Segni e suoni di strada da Clem sacco ai 99 Posse (edizioni Del Grifo), catalogo della mostra di tavole originali dedicate ai rinnovatori della scena musicale italiana, con saggi di Vincenzo Sparagna, Luca Frazzi (Rumore), Freak Antoni e Giuseppe Sterparelli ideatore dell'evento.

## Cinema

Un'immagine tratta dal film I giorni cantati (1979) con (da sinistra) Guccini insieme a Paolo Pietrangeli e Giovanna Marini

L'attività di Guccini nel cinema, come attore o autore di colonne sonore, iniziò nel 1976 e non è mai stata particolarmente intensa ma è comunque costante e si è incrementata negli anni 2000.
La sua prima apparizione come attore fu in occasione del film Bologna. Fantasia, ma non troppo, per violino di Gianfranco Mingozzi del 1976. Si trattava di una puntata della serie televisiva Raccontare la città dedicata a Bologna, nella quale interpretava il poeta cantante Giulio Cesare Croce che, nella trama del film, rivive nei secoli le vicende della città, accompagnando questo percorso con canzoni tratte (in parte o integralmente) da testi originali di Croce. Altri interpreti del film furono Claudio Cassinelli e Piera Degli Esposti che interpretavano entrambi personaggi storici della città.
Come attore ha inoltre partecipato ai film I giorni cantati (1979, regia di Paolo Pietrangeli), la cui colonna sonora contiene la sua canzone Eskimo e Canzone di notte n. 2; Musica per vecchi animali (1989, regia di Umberto Angelucci e Stefano Benni, tratto dal romanzo di quest'ultimo Comici spaventati guerrieri); Radiofreccia (1998, esordio registico del cantautore Luciano Ligabue); Ormai è fatta! (1999, regia di Enzo Monteleone); Ti amo in tutte le lingue del mondo (2005), Una moglie bellissima (2007) e Io & Marilyn (2009), tutti diretti da Leonardo Pieraccioni., Ignazio (2006, regia di Paolo Pietrangeli). Nel 2013 partecipa al film documentario Alta Via dei Parchi. Viaggio a piedi in Emilia-Romagna, nel quale viene intervistato da Enrico Brizzi nella sua casa di Pavana.
Nella colonna sonora di Nero (1992, regia di Giancarlo Soldi) è contenuta la canzone Acque, mentre come musicista ha scritto la colonna sonora di Nenè (1977, regia di Salvatore Samperi).

## Riconoscimenti
- Nell'ambito della Rassegna della canzone d'autore del Club Tenco, Guccini riceve:
  - 1975 – Premio Tenco per la carriera, insieme a Vinícius de Moraes, Fausto Amodei, Umberto Bindi, Fabrizio De André, Enzo Jannacci
  - 2015 – Premio Tenco per la carriera
  - 1987 – Targa Tenco per il brano Scirocco
  - 1990 – Targa Tenco per il brano Canzone delle domande consuete
  - 1994 – Targa Tenco per l'album Parnassius Guccinii
  - 2000 – Targa Tenco per il brano Ho ancora la forza
- Nel 1992 gli viene conferito il Premio Librex Montale "Poetry for Music" per Canzone delle domande consuete.[245]
- Dal 1992 al 1997 ha ricoperto il ruolo di presidente della giuria per l'assegnazione del premio letterario "Ghostbusters"[246]
- Nel 1992 un entomologo appassionato alla musica di Guccini scoprì una nuova specie di farfalla nell'Appennino tosco-emiliano e le diede il nome Parnassius mnemosyne guccinii.
- Nel 1997 la coppia Guccini-Macchiavelli si aggiudica il Premio Alassio Centolibri - Un Autore per l'Europa, con Macaronì. Romanzo di santi e delinquenti.
- Nel 1995 riceve il premio Tributo ad Augusto Daolio, per la sua partecipazione all'album a scopo benefico Tributo ad Augusto.
- Nel 1998 Guccini e Macchiavelli vincono l'edizione annuale del Police Film Festival con Macaronì: romanzo di santi e delinquenti.
- Nel 1997 Luciano Tesi e Gabriele Cattani scoprirono un asteroide a cui successivamente diedero il nome 39748 Guccini.
- Nel 2000 "Via Paolo Fabbri 43" è diventato anche uno spettacolo teatrale di notevole successo, interpretato da Toni Mazzara e Stefano Dell'Accio, dedicato ovviamente a Francesco Guccini.[247]
- Nel 2001 il suo racconto "La Cena" viene inserito nell'Antologia "Racconti italiani del Novecento" (I Meridiani – Mondadori).[248][249]
- Nell'autunno del 2003 Il comune di Carpi (Modena) celebra il quarantennale di carriera di Guccini, dedicandogli la mostra Stagioni di vita quotidiana.[250]
- Nel 2004 ha ricevuto la Targa Ferrè, prestigioso premio dedicato al celebre poeta.
- Nel 2005 gli viene conferito, nella seconda edizione nazionale, il premio "Giuseppe Giacosa – Parole per la musica".[251]
- Il 17 giugno 2006 vince il Premio Città di San Lazzaro, riconoscimento promosso dall'Amministrazione Comunale e volto a riconoscere il legame con San Lazzaro di Savena di personalità che, «indipendentemente dalla residenza anagrafica», siano riconosciute quali membri della comunità locale.
- Il 29 luglio 2006 il Consiglio comunale di Porretta Terme lo nomina Cittadino Onorario per aver dato lustro alla città e a tutta l'alta valle del Reno nonché per il suo particolare impegno civile e morale.
- Il 6 agosto 2006 ha ricevuto, durante il tradizionale Campionato italiano della bugia a Le Piastre, sulla Montagna Pistoiese, il Bugiardino ad honorem. Guccini si era presentato sul palco con la bugia: «Salve, sono Lucio Dalla!».
- Nel marzo del 2007 viene premiato a Catanzaro con il "Riccio d'argento" per il miglior album live d´autore.[252][253]
- Nel giugno del 2007 viene premiato dalla manifestazione "Serravalle Noir 2007" insieme a Loriano Macchiavelli per il romanzo "Tango e gli altri – romanzo di una raffica, anzi tre".[254]
- L'8 dicembre 2007 – "Tango e gli altri. Romanzo di una raffica, anzi tre" vince il Premio Scerbanenco con la seguente motivazione: "Imperniato su un lontano delitto dei giorni delle brigate partigiane, il romanzo esprime, con collaudata perizia narrativa, un attualissimo desiderio di non rifuggire le verità della Storia".
- Il 15 marzo 2008 a Pistoia riceve il premio "Ceppo Cultura del Verde".
- Il 3 ottobre 2008 a Carpi riceve il premio Arturo Loria per il libro di racconti "Icaro".[255]
- Nel 2010 riceve il Premio Chiara nella categoria Premio Le Parole della Musica. È il primo cantautore a ricevere questo premio.[256]
- Nel 2013 riceve il Premio Amnesty Italia con Enzo Avitabile.[197]
- Cittadinanza onoraria del comune di Sambuca Pistoiese conferitagli nell'anno 2016 per aver portato lustro al territorio, per aver preservato e promosso la cultura locale a vaste pluralità di persone

## Discografia
Guccini è legato alla EMI Italiana dal 1967, risultando l'artista italiano da più anni sotto contratto con questa casa discografica e il secondo nel mondo dopo Paul McCartney.

### Album in studio
- 1967 – Folk beat n. 1
- 1970 – Due anni dopo
- 1970 – L'isola non trovata
- 1972 – Radici
- 1974 – Stanze di vita quotidiana
- 1976 – Via Paolo Fabbri 43
- 1978 – Amerigo
- 1981 – Metropolis
- 1983 – Guccini
- 1987 – Signora Bovary
- 1990 – Quello che non...
- 1993 – Parnassius Guccinii
- 1996 – D'amore di morte e di altre sciocchezze
- 2000 – Stagioni
- 2004 – Ritratti
- 2012 – L'ultima Thule
- 2022 – Canzoni da intorto
- 2023 – Canzoni da osteria

## Pubblicazioni

### Saggistica e narrativa
- Cròniche epafàniche, Milano, Feltrinelli, 1989. ISBN 88-07-01391-6.
- Vacca d'un cane, Milano, Feltrinelli, 1993. ISBN 88-07-01460-2.
- La legge del bar e altre comiche, Bologna, Comix, 1996. ISBN 88-7686-690-6.
- Macaronì. Romanzo di santi e delinquenti, con Loriano Macchiavelli, Milano, Mondadori, 1997. ISBN 88-04-41753-6.
- Dizionario del dialetto di Pàvana. Una comunità fra Pistoiese e Bolognese. Stampato in occasione del Millenario di Pàvana 998-1998, Pàvana-Porretta Terme, Pro loco-Gruppo di studi alta valle del Reno, 1998.
- Un disco dei Platters - Romanzo di un maresciallo e una regina, con Loriano Macchiavelli, Milano, Mondadori, 1998. ISBN 88-04-45062-2.
- Un altro giorno è andato. Francesco Guccini si racconta a Massimo Cotto, Firenze, Giunti, 1999. ISBN 88-09-02164-9; poi Portavo allora un eskimo innocente. Francesco Guccini si racconta a Massimo Cotto, Firenze-Milano, Giunti, 2007. ISBN 978-88-09-05578-0.
- Questo sangue che impasta la terra. Romanzo, con Loriano Macchiavelli, Milano, Mondadori, 2001. ISBN 88-04-48814-X.
- Storia di altre storie, con Vincenzo Cerami, Casale Monferrato, Piemme, 2001. ISBN 88-384-5150-8; poi Storia di altre storie. Il gioco della memoria, Milano, Piemme, 2012. ISBN 978-88-566-2955-2.
- Lo Spirito e altri briganti, con Loriano Macchiavelli, Milano, Mondadori, 2002. ISBN 88-04-50272-X.
- Il vecchio e il bambino, la canzone di Francesco Guccini, illustrata da Fabio Magnasciutti, Roma, Lapis, 2002. ISBN 88-87546-50-9.
- Cittanòva blues. Romanzo, Milano, Mondadori, 2003. ISBN 88-04-52249-6.
- L'uomo che reggeva il cielo, Pistoia, Libreria dell'Orso, 2005. ISBN 88-7415-024-5.
- Tango e gli altri. Romanzo di una raffica, anzi tre, con Loriano Macchiavelli, Milano, Mondadori, 2007. ISBN 978-88-04-56128-6.
- Icaro, Milano, Mondadori, 2008. ISBN 978-88-04-56221-4.
- Non so che viso avesse. La storia della mia vita, Milano, Mondadori, 2010. ISBN 978-88-04-58362-2. (Pubblicato successivamente con il sottotitolo Quasi un'autobiografia)
- Malastagione, con Loriano Macchiavelli, Milano, Mondadori, 2011. ISBN 978-88-04-60667-3.
- Dizionario delle cose perdute, Milano, Mondadori, 2012. ISBN 978-88-04-61285-8.
- Nuovo dizionario delle cose perdute, Milano, Mondadori, 2014. ISBN 978-88-04-63440-9
- La pioggia fa sul serio. Romanzo di frane e altri delitti, con Loriano Macchiavelli, Milano, Mondadori, 2014 ISBN 978-88-04-63478-2
- Piccolo manuale dei giochi di una volta, Milano, Mondadori, 2015. ISBN 978-88-04-65249-6
- Un matrimonio, un funerale, per non parlare del gatto, Milano, Mondadori, 2015. ISBN 978-88-04-65806-1
- Tempo da elfi. Romanzo di boschi, lupi e altri misteri, con Loriano Macchiavelli, Milano, Giunti Editore, 2017. ISBN 978-88-098-5070-5
- Tralummescuro, Milano, Giunti Editore, 2019. ISBN 978-88-098-9213-2
- Che cosa sa Minosse, con Loriano Macchiavelli, Milano, Giunti Editore, 2020. ISBN 978-88-098-6906-6
- Storie liete, fiabe nere e tempi andati, Milano, Rizzoli, 2021. ISBN 978-88-171-5668-4
- Tre cene (l'ultima invero è un pranzo), Milano, Giunti Editore, 2021. ISBN 978-88-099-5008-5
- Vola golondrina, con Loriano Macchiavelli, Milano, Giunti Editore, 2023. ISBN 978-88-099-7797-6

### Racconti
- La cena, Storie d'inverno, Milano, A. Mondadori, 1994. ISBN 88-04-38699-1.
- Buona domenica, Miguel, in "Delitti di carta. Quaderni gialli di racconti, studi, storie e cronistorie", n. 5, 1999. ISBN 88-491-1385-4.
- Berto e la principessa, in La baia delle favole. Le storie più belle, Firenze, Giunti junior, 2005. ISBN 88-09-04340-5.
- Bill si alzò, in La memoria fugge in là. Parole per resistere, Bologna, Perdisa, 2005. ISBN 88-8372-290-6.
- Il frizzare d'un tempo contro palato e gola, in Sandro Toni (a cura di), Il gusto del delitto, Milano-Parma, Leonardo Publishing, 2008. ISBN 978-88-6284-008-8.

### Fumetti
- Galassia che vai..., con Bonvi, in "Psycho", 1969.
- Vivere ricchi e felici, con Bonvi, in "Psycho", 1970.
- Legione dello spazio, con Bonvi, in "Psycho", 1970.
- Pugni, pupe e robot, con Bonvi, in "Psycho", 1970.
- Chi cerca trova e i cocci sono suoi, con Bonvi, in "Psycho", 1970.
- Storie dello spazio profondo, con Bonvi, 1972.
- Poche ore all'alba, con Magnus, in "Lo Sconosciuto", n. 1, luglio 1975.
- Vita e morte del brigante Bobini detto "Gnicche", 1980.
- Barbùn vs. Realtà, disegni di Filippo Scozzari, in "Re nudo", 1981.
- Gerry Pompa, disegni di Massimo Cavezzali, in Vincenzo Mollica e Sergio Sacchi (a cura di), Caro diario. Taccuino visivo del Tenco '82, Sanremo, Il Ponente, 1983.

## Filmografia

### Attore
- Fantasia, ma non troppo, per violino (1976)
- I giorni cantati (1979) - se stesso
- Amerigo: nascita di una canzone (1979)
- Francesco Guccini e i Nomadi: un incontro (Album concerto) (1979)
- Le lunghe ombre (1987)
- Musica per vecchi animali (1989)
- Radiofreccia (1998)
- Ormai è fatta! (1999)
- Ti amo in tutte le lingue del mondo (2005)
- Una moglie bellissima (2007)
- Io e Marilyn (2009)
- Il risveglio del fiume segreto (2012)
- Francesco Guccini La mia Thule (2013)
- Alta Via dei Parchi. Viaggio a piedi in Emilia-Romagna (2013) – documentario
- La linea gialla (2015)
- Son morto che ero bambino - Francesco Guccini va ad Auschwithz – documentario Rai Storia (2017)
- Enzo Jannacci - Vengo anch'io, regia di Giorgio Verdelli – docufilm (2023) - se stesso

### Colonne sonore
- 1977 - Nené
- 1979 - I giorni cantati (Eskimo, 1978)
- 1992 - Nero (Acque, 1993)
- 1998 - Radiofreccia (Incontro, 1972)